# Titulus Regius
Titulus Regius (lateinisch für „Königstitel“) ist ein vom englischen Parlament im Januar 1484 erlassenes Gesetz. In Titulus Regius wird erklärt, warum Richard III. im Juni 1483 statt seines Neffen Eduard dem verstorbenen König Eduard IV. auf den englischen Thron folgte. Das Gesetz enthält die Erklärung des englischen Parlaments, dass die Ehe von Eduard IV. von England mit Elizabeth Woodville ungültig war und deshalb ihre Kinder (also auch Eduard) illegitim waren. Damit war Richard der nächste rechtmäßige Thronfolger. Nachdem Richard III. durch Heinrich Tudor, den späteren Heinrich VII., in der Schlacht besiegt wurde, wurde Titulus Regius vom Parlament aufgehoben und die Legitimität der Kinder von Eduard IV. und Elizabeth Woodville wiederhergestellt.
Titulus Regius ist ein wichtiges Dokument der Rosenkriege, die mit Unterbrechungen von 1455 bis 1485 geführten Kämpfe zwischen den beiden rivalisierenden englischen Adelshäusern York und Lancaster.

## Historischer Kontext
Nach Jahren der Kriege zwischen den Adelshäusern York und Lancaster hatte sich Eduard von York als Eduard IV. auf dem Thron etabliert, unter dessen Herrschaft eine längere Friedenszeit folgte. Nach dem Tod Eduard IV. 1483 sollte ihm sein minderjähriger erstgeborener Sohn als Eduard V. auf den Thron folgen. Während seiner Minderjährigkeit sollte zunächst ein Lordprotektor die Vormundschaft über Eduard und die Regentschaft über England übernehmen, wobei Richard von Gloucester, der jüngere Bruder Eduards IV., nach den Instruktionen des sterbenden Eduards diese Rolle übernehmen sollte. Gleichzeitig hatte jedoch die Witwe Eduards IV., Elizabeth Woodville, deren Familie Richard feindlich gegenüberstand, ein Interesse daran, den minderjährigen Eduard vorzeitig zum König zu krönen, um ihren Einfluss zu wahren.
Eduard wurde zunächst von seiner Residenz in Ludlow Castle nach London eskortiert und die Krönungsfeierlichkeiten für den 22. Juni vorbereitet. Die Krönung des minderjährigen Eduards als Eduard V. wurde letztlich durch verschiedene Schachzüge Richards verhindert: So beschuldigte Richard Elizabeth Woodville sowie Jane Shore, Eduards ehemalige Mätresse, der Hexerei, und er ließ einige seiner politischen Gegner verhaften, darunter William Hastings, 1. Baron Hastings, und John Morton, Bischof von Ely. Am 22. Juni, dem geplanten Tag der Krönung, ließ Richard in London verkünden, dass die Kinder von Eduard IV. und Elizabeth Woodville illegitim seien. Einige Tage später überreichten führende Bürger Londons und Adelige Richard eine Petition, mit der sie ihn baten, die Königskrone anzunehmen, was Richard auch tat.

## Inhalt
Das Gesetz Titulus Regius wurde ein halbes Jahr nach der Thronbesteigung Richards III. erlassen und legitimiert nachträglich Richards Krönung zum König von England. In Titulus Regius wird ausgeführt, was bereits ein halbes Jahr zuvor die Begründung für Richards Thronbesteigung war: So sei die Ehe zwischen Eduard IV. und Elizabeth Woodville, den Eltern Eduards V., ungültig. Eduard IV. sei bereits mit Eleonore Butler, Tochter von John Talbot, 1. Earl of Shrewsbury, verlobt gewesen, als er Elizabeth Woodville heiratete. Demzufolge seien auch Eduards und Elizabeth Woodvilles gemeinsame Kinder illegitim, darunter der bisherige Thronfolger Eduard sowie seine Geschwister Richard und Elizabeth von York. Auch der Vorwurf der Hexerei gegenüber Elizabeth Woodville wurde in Titulus Regius wiederholt.

## Aufhebung des Gesetzes unter Heinrich VII.
Nach dem Sieg Heinrich Tudors über Richard III. und seiner Thronbesteigung 1485 als Heinrich VII. suchte dieser zusätzliche Legitimation durch eine Heirat mit einer Vertreterin aus dem Haus York. Hierzu ehelichte er eine Tochter Eduards IV. und Elisabeth Woodvilles, Elizabeth von York. Zuvor wurde im ersten Parlament Heinrichs VII. das Gesetz Titulus Regius außer Kraft gesetzt und somit die Ehe Eduards IV. und seine Kinder wieder als legitim anerkannt. Zusätzlich ließ der neue König sämtliche Abschriften von Titulus Regius einsammeln und vernichten.
Trotz Heinrichs Anweisungen, Exemplare des Gesetzes zu vernichten, blieb eine Abschrift von Titulus Regius als Einfügung in die Historia Croylandensis erhalten. Eine weitere Kopie ist verfügbar in den National Archives Großbritanniens.